# Slavolok zmage, Pariz
Slavolok zmage l'Étoile (francoska izgovorjava: [aʁk də tʁijɔ̃f də letwal], dob. 'Slavolok zvezde') je eden najbolj znanih spomenikov v Parizu v Franciji, ki stoji na zahodnem koncu Elizejskih poljan v središču trga Place Charles de Gaulle, prej imenovanega Place de l'Étoile – étoile ali "zvezda" stičišča, ki ga tvori dvanajst sevajočih avenij. Lokacijo slavoloka in trga si delijo tri okrožja, 16. (južno in zahodno), 17. (severno) in 8. (vzhodno). Slavolok zmage je v čast tistim, ki so se borili in umrli za Francijo v francoskih revolucionarnih in napoleonskih vojnah, z imeni vseh francoskih zmag in generalov, izpisanimi na njegovi notranji in zunanji površini. Pod njenim obokom je Grob neznanega vojaka iz prve svetovne vojne.
Osrednji kohezivni element Axe historique (zgodovinska os, zaporedje spomenikov in velikih prometnic na poti, ki poteka od dvorišča Louvra do Grande Arche de la Défense), je Slavolok zmage zasnoval Jean Chalgrin leta 1806; njegov ikonografski program postavlja junaške gole francoske mladeniče proti bradatim germanskim bojevnikom v verižnih oklepih. Dajal je ton javnim spomenikom z zmagoslavnimi domoljubnimi sporočili. Po navdihu Titovega slavoloka v Rimu v Italiji ima Slavolok zmage skupno višino 50 m, širino 45 m in globino 22 m, njegov velik obok pa je 29,19 m visok in 14,62 m širok. Manjši prečni oboki so visoki 18,68 m in široki 8,44 m. Tri tedne po pariški paradi zmage leta 1919 (ki je zaznamovala konec sovražnosti v prvi svetovni vojni) je Charles Godefroy s svojim dvokrilcem Nieuport poletel pod glavnim obokom, dogodek pa je bil ujet v filmskem poročilu.
Pariški Slavolok zmage je bil najvišji slavolok do dokončanja Monumento a la Revolución v Ciudad de Mexico leta 1938, ki je visok 67 m. Slavolok zmage v Pjongjangu, dokončan leta 1982, je oblikovan po vzoru Slavoloka zmage in je nekoliko višji s 60 m. Grande Arche v La Défense blizu Pariza je visok 110 metrov. Čeprav se ne imenuje Slavolok zmage, je bil zasnovan po istem modelu in z vidika Slavoloka zmage. Velja za najvišji lok na svetu.

## Zgodovina

### Gradnja in pozno 19. stoletje
Slavolok zmage stoji na desnem bregu Sene v središču dvanajstkotne konfiguracije dvanajstih žarečih avenij. Naročen je bil leta 1806, po zmagi pri Austerlitzu cesarja Napoleona na vrhuncu njegovega sreče. Samo polaganje temeljev je trajalo dve leti in leta 1810, ko je Napoleon vstopil v Pariz z zahoda s svojo novo nevesto, nadvojvodinjo Marijo Luizo Avstrijsko, je dal zgraditi leseno maketo dokončanega oboka. Arhitekt Jean Chalgrin je umrl leta 1811 in delo je prevzel Jean-Nicolas Huyot.
Med burbonsko obnovo je bila gradnja ustavljena in ni bila dokončana do vladavine kralja Ludvika-Filipa med letoma 1833 in 1836, ki sta jo izvedla arhitekta Goust, nato Huyot, pod vodstvom Héricarta de Thuryja. Po poročanju so končni stroški znašali približno 10.000.000 frankov (kar ustreza ocenjenim 65 milijonom € ali 75 milijonom $ v letu 2020).
15. decembra 1840 so Napoleonove posmrtne ostanke pripeljali nazaj v Francijo iz Svete Helene in šli pod njim na poti do cesarjevega zadnjega počivališča v Les Invalides. Pred pokopom v Panteonu je bilo telo Victorja Hugoja v noči na 22. maj 1885 razstavljeno pod Slavolokom.

### 20. stoletje
Meč, ki ga je nosila republika na reliefu Marseljeze, se je odlomil na dan, ko se je leta 1916 začela bitka pri Verdunu. Relief so takoj skrili s ponjavami, da bi prikrili nesrečo in se izognili kakršnim koli nezaželenim zloveščim interpretacijam. [12] 7. avgusta 1919 je Charles Godefroy s svojim dvokrilcem uspešno poletel pod Slavolokom. Jean Navarre je bil pilot, ki je bil zadolžen za izvedbo poleta, vendar je umrl 10. julija 1919, ko se je med urjenjem za let strmoglavil blizu Villacoublaya.
Po izgradnji je Slavolok zmage postal zbirališče francoskih čet, ki so paradirale po uspešnih vojaških akcijah in za letno vojaško parado ob dnevu Bastilje. Slavni zmagovalni pohodi okoli ali pod Slavolokom so vključevali Nemce leta 1871, Francoze leta 1919, Nemce leta 1940 ter Francoze in zaveznike leta 1944 [14] in 1945. Poštna znamka Združenih držav iz leta 1945 prikazuje Slavolok zmage v ozadju, ko zmagovite ameriške čete marširajo po Elizejskih poljanah in ameriška letala preletavajo 29. avgusta 1944. Po pogrebu Neznanega vojaka pa so se vse vojaške parade (vključno s prej omenjeno po letu 1919) izogibale korakanju skozi Slavolok. Iz spoštovanja do grobnice in njene simbolike gre pot do loka in nato okoli njega. Tako Hitler leta 1940 kot de Gaulle leta 1944 sta spoštovala to navado.
Do začetka 1960-ih je spomenik močno počrnel zaradi premogovih saj in avtomobilskih izpušnih plinov, v letih 1965–1966 so ga očistili z beljenjem. V podaljšku avenije Elizejskih poljan je bil leta 1982 zgrajen nov lok, Grande Arche de la Défense, ki dopolnjuje linijo spomenikov, ki tvorijo pariško Axe historique. Po Arc de Triomphe du Carrousel in Arc de Triomphe de l'Étoile je Grande Arche tretji lok, zgrajen na isti perspektivi.
Leta 1995 je oborožena islamska skupina Alžirije postavila bombo blizu Slavoloka zmage, ki je v okviru bombnih napadov ranila 17 ljudi.

### 21. stoletje
Konec leta 2018 je bil Slavolok zmage žrtev vandalizma kot del protestov rumenih jopičev.[16] Vandali so spomenik posuli z grafiti in pretresli njegov mali muzej. The vandals sprayed the monument with graffiti and ransacked its small museum.

#### L'Arc de Triomphe, zavit
Septembra 2021 je bil lok ovit v srebrno modro blago in rdečo vrv, posmrtni projekt, ki sta ga umetnika Christo in Jeanne-Claude načrtovala že od zgodnjih 1960-ih.[19]
- Lesen Slavolok zmage, zgrajen ob vstopu Napoleona in Marije Lujze v Pariz leta 1810
- Državni pogreb Victorja Hugoja, 31. maj 1885
- Charles Godefroy leta 1919 skozi Slavolok zmage
- Kolorizirana letalska fotografija južne strani, objavljena leta 1921
- Slavolok zmage leta 1939
- Svobodne francoske sile na paradi po osvoboditvi Pariza 26. avgusta 1944
- Nočni pogled na Slavolok zmage, 2007
- Pogled na Slavolok zmage, 2012
- Laurent Fabius, minister za zunanje zadeve, z Johnom Kerryjem, državnim sekretarjem ZDA, pod Slavolokom zmage leta 2015
- Vojaška parada ob dnevu Bastilje, 2017
- Poletne olimpijske igre, 2024

## Oblikovanje

### Spomenik
Zasnovo je izdelal Jean Chalgrin (1739–1811) v neoklasicistični različici starorimske arhitekture. V kiparskem okrasju Slavoloka zmage so predstavljeni glavni akademski kiparji Francije: Jean-Pierre Cortot; François Rude; Antoine Étex; James Pradier in Philippe Joseph Henri Lemaire. Glavne skulpture niso integralni friz, ampak se obravnavajo kot neodvisne enote, ki se nanesejo na fino zidano maso iz klesanega kamna, podobno kot pozlačeno-bronaste aplikacije na pohištvu Empir. Štiri kiparske skupine ob vznožju slavoloka so Zmagoslavje iz leta 1810 (Cortot), Odpor in Mir (obe Antoine Étex) in najbolj znana od vseh, Odhod prostovoljcev iz leta 1792, običajno imenovana Marseljeza (François Rude). Obraz alegorične upodobitve Francije, ki kliče svoje ljudstvo na tej zadnji, je bil uporabljen kot pasna zaponka za častni čin maršala Francije. Od padca Napoleona (1815) se skulptura, ki predstavlja Mir, interpretira kot spomin na mir leta 1815.
V atiki nad bogato izklesanim frizom vojakov je 30 ščitov z vgraviranimi imeni velikih francoskih zmag v francoski revoluciji in napoleonskih vojnah. Na notranjih stenah spomenika so zapisana imena 660 ljudi, med katerimi je 558 francoskih generalov Prvega francoskega cesarstva; Imena tistih generalov, padlih v bitki, so podčrtana. Na krajših straneh štirih podpornih stebrov so vpisana tudi imena glavnih francoskih zmag v napoleonskih vojnah. Bitke, ki so potekale v obdobju od Napoleonovega odhoda z Elbe do njegovega končnega poraza pri Waterlooju, niso vključene.
Štiri leta od 1882 do 1886 je na vrhu loka monumentalna skulptura Alexandra Falguièra. Z naslovom Le triomphe de la Révolution (»Zmagoslavje revolucije«) je upodobljen voz z vpreženimi konji, ki se pripravlja, da bi »zdrobil anarhijo in despotizem«.
Znotraj spomenika je bila februarja 2007 odprta stalna razstava, ki sta jo zasnovala umetnik Maurice Benayoun in arhitekt Christophe Girault.

### Grob neznanega junaka
Pod slavolokom je grob neznanega vojaka iz prve svetovne vojne. Pokopan na dan premirja leta 1920, gori večni ogenj v spomin na mrtve, ki niso bili nikoli identificirani (zdaj v obeh svetovnih vojnah).
Ob grobu neznanega vojaka je vsakega 11. novembra slovesnost ob obletnici premirja z dne 11. novembra 1918, ki so ga leta 1918 podpisale sile Antante in Nemčija. Prvotno je bilo 12. novembra 1919 sklenjeno, da se posmrtni ostanki neznanega vojaka pokopljejo v Panthéon, vendar je javna kampanja pisanja pisem vodila do odločitve, da ga pokopljejo pod Slavolokom zmage. Krsta je bila 10. novembra 1920 položena v kapelo v prvem nadstropju, na svoje zadnje počivališče pa 28. januarja 1921. Plošča na vrhu nosi napis ICI REPOSE UN SOLDAT FRANÇAIS MORT POUR LA PATRIE 1914–1918 (»Tu leži francoski vojak, ki je umrl za domovino 1914–1918«).
Leta 1961 sta se predsednik ZDA John F. Kennedy in prva dama Jacqueline Kennedy v spremstvu predsednika Charlesa de Gaulla poklonila grobu neznanega vojaka. Po atentatu na predsednika Kennedyja leta 1963 se je gospa Kennedy spomnila večnega ognja pri Slavoloku zmage in zahtevala, da se večni ogenj postavi poleg groba njenega moža na narodnem pokopališču Arlington v Virginiji.

## Detajli
- Štiri glavne kiparske skupine na vsakem od stebrov loka so:
  - Le Départ de 1792 (ali La Marseillaise), François Rude. Kiparska skupina slavi vzrok Prve francoske republike med vstajo 10. avgusta. Nad prostovoljci je krilata poosebitev Svobode. Ta skupina je služila kot orodje za novačenje v prvih mesecih prve svetovne vojne in spodbujala Francoze k vlaganju v vojna posojila v letih 1915–1916.[21]
  - Le Triomphe de 1810, Jean-Pierre Cortot, slavi pogodbo iz Schönbrunna. V tej skupini je Napoleon, ki ga okrona boginja Zmage.
  - La Résistance de 1814, Antoin Étex, obeležuje francoski odpor zavezniškim vojskam med vojno šeste koalicije.
  - La Paix de 1815, Antoine Étex, spominja na Pariško pogodbo, sklenjeno tega leta.

- Le Départ de 1792 
 (La Marseillaise)
- Le Triomphe de 1810
- La Résistance de 1814
- La Paix de 1815

- Šest reliefov, izklesanih na fasadah slavoloka, ki predstavljajo pomembne trenutke francoske revolucije in Napoleonove dobe, so:
  - Les funérailles du général Marceau (pokop generala Marceauja), avtor Henri Lemaire (južna fasada, desno).
  - La bataille d'Aboukir (Bitka za Abukir (1799)), avtor Bernard Seurre (južna fasada, levo).
  - La bataille de Jemappes (Bitka pri Jemappesu), Carlo Marochetti (vzhodna fasada).
  - Le passage du pont d'Arcole (Bitka pri Arcolu), Jean-Jacques Feuchère (severna fasada, desno).
  - La prize d'Alexandrie (Padec Aleksandrije), avtor John-Étienne Chaponnière (severna fasada, levo).
  - La bataille d'Austerlitz (Bitka pri Austerlitzu), avtor Théodore Gechter (zahodna fasada).

- La bataille de Jemmappes,
 6. november 1792
- La bataille d'Austerlitz,
 2. december 1805

- Les funérailles du général Marceau,
 21. september 1796
- La Battle of Abukir (1799) ,
25. julij 1799
- Le passage du pont d'Arcole,
 15. november 1796
- La prise d'Alexandrie,
 3. julij 1798

- Na spomeniku so vklesana imena 158 bitk, ki sta jih vodili Prva francoska republika in Prvo francosko cesarstvo. Med njimi je na atiki vklesanih 30 bitk:

- 96 bitk je vgraviranih na notranjih fasadah pod velikimi oboki:

- Imena 660 vojaških voditeljev, ki so služili med prvo francosko republiko in prvim francoskim cesarstvom, so vgravirana na notranjih fasadah majhnih obokov.[22] Podčrtana imena označujejo padle na bojišču:

- Velike arkade so okrašene z alegoričnimi figurami, ki predstavljajo like iz rimske mitologije (avtor James Pradier):

- Strop z izklesanimi vrtnicami:

- Notranjost Slavoloka zmage:

- Ob vznožju spomenika je več plošč:

- Pogled na Pariz z vrha Slavoloka zmage